# 項瘤䲁
項瘤䲁（學名：Auchenionchus variolosus），為輻鰭魚綱䲁形目脂䲁科項瘤䲁屬的一個種，分布於東南太平洋智利海域，體長可達18公分，棲息在岩石底質海域，成魚以十足類為食，幼魚以片腳類為食，雌魚產附著性卵，雄魚會守護卵，幼魚為浮游性，生活習性不明。